# Paul Rudolf Gottschling
Paul Rudolf Gottschling (Nagyszeben, ? – ?, 1805. május 13.) erdélyi szász költő.
Nagyszebeni származású kereskedő. 1750-ben Bécsbe, 1751-ben Boroszlóba utazott a kereskedő szakma elsajátítására. Néprajzi és gazdasági munkák mellett 1784-ben kiadta Unschuldiger Zeitvertrieb in Poesie című rokokó hangulatú versgyűjteményét.

## További művei
- Betrachtung über die Handlung und Oekonomie des Grossfürstenthums Siebenbürgen. Bautzen, 1776
- Kurtze Schilderung des überaus gesegneten Grossfürstenthums Siebenbürgen, mit patriotischer Feder entworfen. Budissin, 1781
- Unterthäniges Flehen an Kaiser Joseph den II. die so schwere Strafen der Schiffziehenden in Ungarn in etwas Allergnädigst zu mildern. Hely n., 1787
- Die Sachsen in Siebenbürgen. Ein Beitrag zur Erd- und Menschenkunde. Dresden, 1794